# علی‌اصغر مولوی

علی‌اصغر مولوی (۱۳۵۲) فیزیکدان ایرانی و رئیس سابق دانشگاه حکیم سبزواری است.
مولوی در ۱۳۵۲ در روستای شامکان از توابع سبزوار متولد شد.  مدارک کارشناسی، کارشناسی ارشد و دکترایش را از دانشگاه فردوسی مشهد در رشتهٔ فیزیک اخذ کرد و اکنون (۱۴۰۰) استاد دانشکده علوم پایه دانشگاه حکیم سبزواری با تخصص فیزیک هسته‌ای – کاربرد در پزشکی است. او در سال ۱۳۹۶ به ریاست این دانشگاه منصوب شد.
مولوی در سال ۲۰۰۶ جایزهٔ دانشمند جوان را از سازمان بین‌المللی فیزیک پزشکی در کره جنوبی و در سال ۲۰۱۰ فلوشیپ تریل در فیزیک پزشکی را از مرکز بین‌المللی فیزیک نظری عبدالسلام ایتالیا دریافت کرد.

## یادداشت
1. ↑  Young Scientist Award
2. ↑  International Organization for Medical Physics (IOMP)
3. ↑  Training and Reserach in Italian Laboratories (TRIL)
4. ↑  The Abdus Salam International Centre for Theoretical Physics (ICTP)